# ケラム・マレッキ＝サンチェス
ケラム・マレッキ＝サンチェス（Keram Malicki-Sánchez、1974年5月14日 - ）は、カナダの俳優。オンタリオ州出身。

## 出演作品
- 飛びだす 悪魔のいけにえ　レザーフェイス一家の逆襲（ケニー）
- メンタリスト シーズン4
- ＥＮＤＧＡＭＥ ～天才バラガンの推理ゲーム
- 新チャーリーズ・エンジェル
- パニッシャー: ウォー・ゾーン
- ＣＳＩ：４　科学捜査班
- インシデント
- 愛と哀しみのマンハッタン
- フェアリー・テール・シアター／ハメルンの笛吹き